# Син (марка)
Вижте пояснителната страница за други значения на Син.
SIN Cars е българска компания за суперавтомобили (състезателни и спортни) със седалище в Русе, България.

## История
SIN Cars е основана от българския инженер и автомобилен състезател Росен Даскалов във Великобритания през 2012 г. През 2015 г. компанията започва производството на шосейната Sin R1. Колата има V8-двигател 6,2 l, който отдава 450, 550 или 650 бруто конски сили и може да ускори колата от 0 до 100 km/h за 3,5 s. Компанията премества централата си в Мюнхен (Германия) и в Русе (България).

## Състезателна серия
SIN Cars участва в GT4 European Series с модела SIN R1 GT4 с тима Sofia Car Motorsport.
За 2016, 2017 и 2018 г. отборът Racers Edge Motorsports участва в Pirelli World Challenge, използвайки SIN R1 GT4 specification.
Antonelli Motorsport участват със SIN R1 GT4 в Italian GT Championship през 2019.
Daytona sportscars участват в 2019 Bathurst 12 hour със SIN R1 GT.
В края на сезон 2018 на българския шампионат по затворен маршрут и писта на писта Серес, Иван Влъчков и Цветан Илиев участват със SIN R1 GT4 в серия Макси.
На писта Русе 2019 Иван Влъчков печели първо място в серия „свободен“ със SIN R1 GT4.

## Модели
- SIN R1 (шосейна версия)
- SIN R1 GT4 (състезателна кола)
- SIN R1 VTX (пистова двуместна кола)
- SIN S1 (шосейна версия)
- Модели на L City (електромобили, дъщерна марка на SIN CARS)
- L City Sun (предназначено за туристически разходки и обучение на деца)
- L City L Bus (бус)
- L City Utility Koffer (камион с кофер покрит със соларни панели)